# ナナホシテントウ
ナナホシテントウ（七星瓢虫、七星天道、学名：Coccinella septempunctata）は、テントウムシ科の昆虫の1種。和名のとおり、赤色の鞘翅に7つの黒い紋がある。最も普通に見られるテントウムシの一つ。

## 概要
ナナホシテントウ Coccinella septempunctata L. は日本で良く見られる普通種のテントウムシの一つ。ナミテントウの方がより普通種ではあるが、本種もそれほど負けておらず、より多く見られる場合もある。幼虫、成虫共にアブラムシを食べる益虫であり、天敵としての利用も含めてよく研究されてもいる。
また、一般的なテントウムシのイメージとしてよく親しまれている。真っ赤な派手な前翅に黒い斑点という目立つ姿もこれに役立っているが、これは生物学的には警告色と考えられており、さわると黄色い体液を出すのもその一環である。

## 特徴
体長は5-9mm。ほぼ円に近い楕円形で、背面は浅い半球形に盛り上がって滑らか、腹面はほぼ扁平。触角と歩脚は腹面に収まる。活動中は触角と足先くらいしか上からは見えない。体色は黒で、前翅のみが赤い。
頭部は表面に密な点刻があり、複眼の近くにいくつか黄色い斑紋がある。前胸の前端はえぐり込まれたようになり、その内側は端直。左右の前に大きな淡黄色の斑紋があり、これが肉眼的にはまるで眼のように見える。小楯板は小さく、三角で黒い。
前翅は赤いものと黄色みを帯びたものがある。いずれの場合もそこに黒くて丸い斑紋があり、その模様はかなり安定している。黒斑はそれぞれの前翅の前方内側に一つ、中央に一つ、それを挟んで外側の前後に一つずつ、計四個あるが、前翅を閉じると前方内側のものが互いに接して一つになるため、普通の状態では七つの斑紋があるように見える。なお、旧北区のものはより斑紋が小さく、また小楯板のそばの前翅に淡黄色の斑紋がある。そのために日本のものを変種としたこともある。

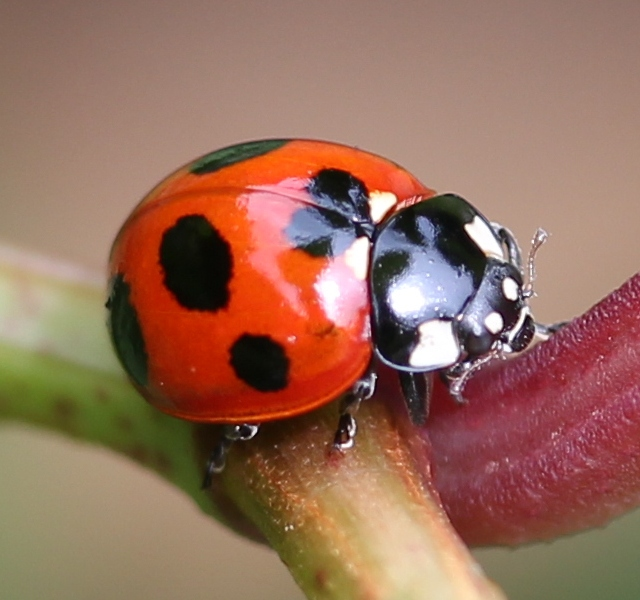
日本産（伊吹山）の個体 黒斑が大きい
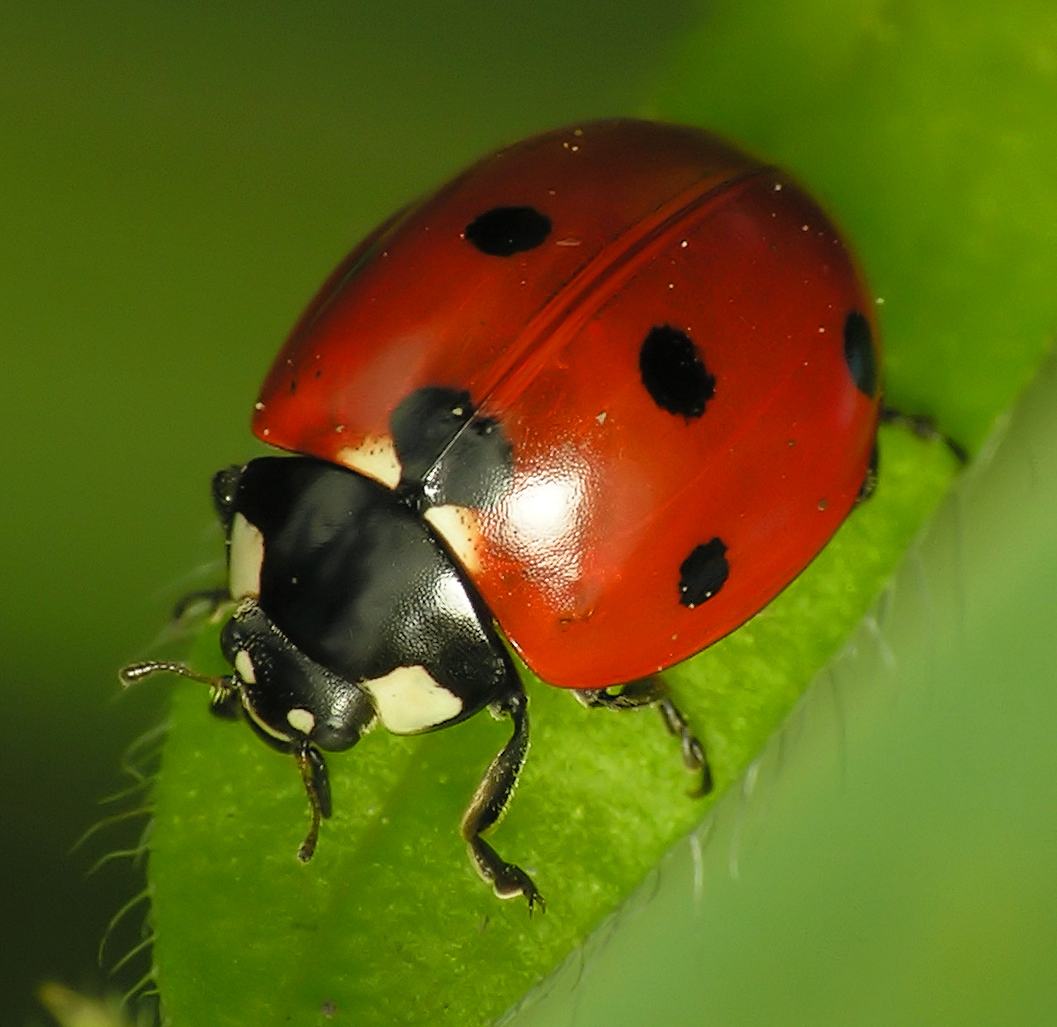
ヨーロッパ産の個体 黒斑が小さい
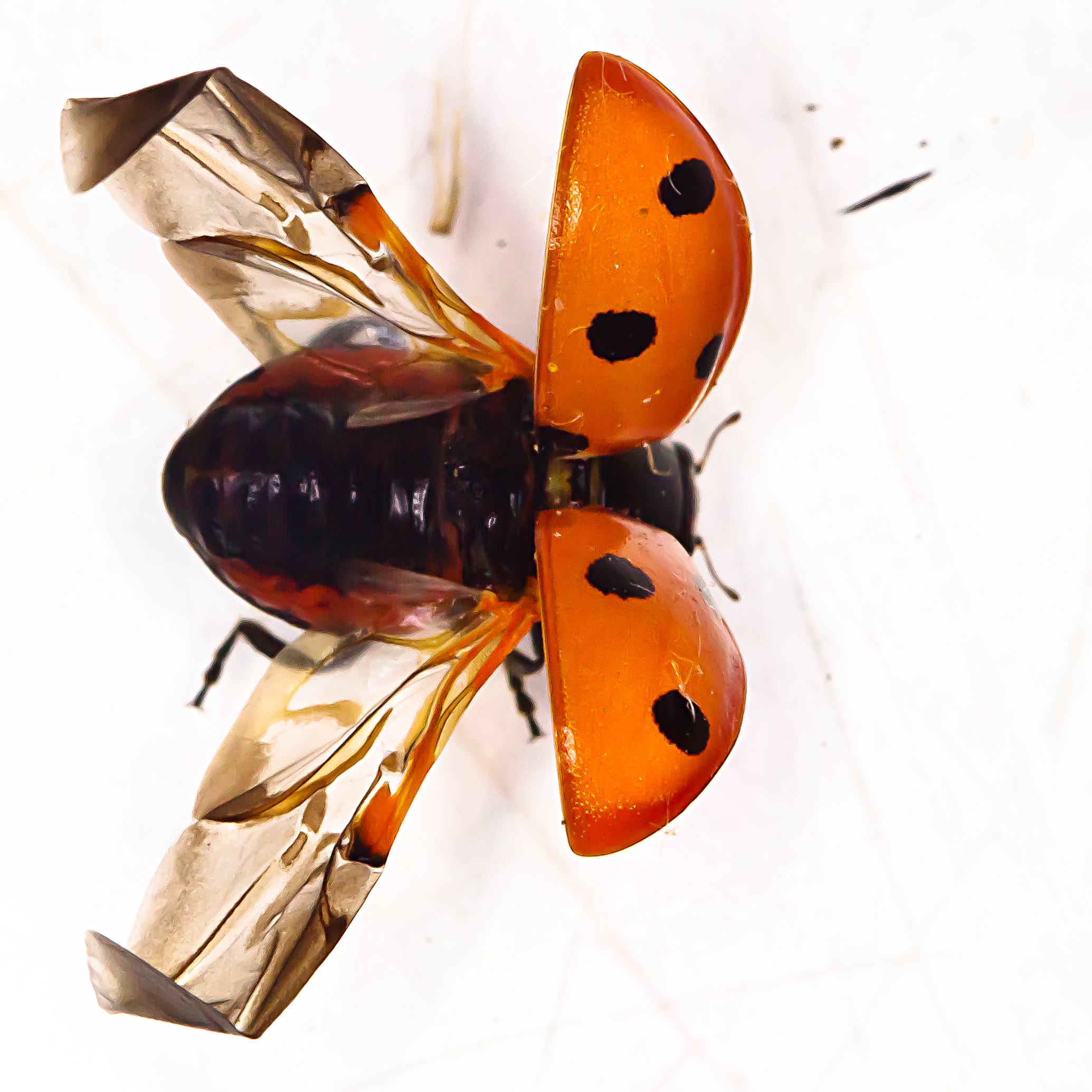
翅を広げた形態

## 習性
素早くはないが、活発によく動く。枝先まで登っていって、そこから羽を広げて飛び立つのがよく見かけられる。触れると擬死に入るが、この時に歩脚の関節から黄色い、いやな臭いの体液を出す。これは幼虫も同じである。なお、体内にはアルカロイドが含まれるため、鳥はこれを食わないという。見かけの派手な色は警告色と考えられる。
成虫、幼虫ともに肉食で、アブラムシ類を食べる。ハダニを食べる例も知られる。幼虫は共食いもよくする。これは若齢幼虫に多く、飼育下の実験では、一齢や二齢は同種の卵塊だけを食べても次の齢に成長することが可能で、三齢では幼虫同士の共食いも見られるが、アブラムシを与えると起こらなくなるという。また、三齢以上ではアブラムシを与えないと成長が進まなかった。ちなみに、蛹はほとんど幼虫から攻撃されることがないという。中牟田はこの種の卵への共食いを、ある程度習性として定着しており幼虫の生存率を高める意味があると考えている。
成虫は集団で冬眠する。ナミテントウは物陰に大群をつくって越冬するのでよく知られるが、本種はそれとは異なり、小さな集団で草の根元などに潜る。ただし温暖な地域では一部個体が活動することが知られている。また、夏にも同様な場所で夏眠をすることが知られている。このような休眠にススキの株がよく使われることから、天敵の保護のためにススキの刈り取りに配慮すべき、との指摘もある。

### 餌の探索行動
捕食性のテントウムシ類の多くで、餌を探す際の行動に「広域型」と「地域集中型」の二つの形があり、活動中にそれらが切り替えられることが知られており、本種でもそれが見られる。前者は広い範囲を直線的に進んでゆくもので、後者は頻繁に向きを変えながら狭い区域を探し回るものであり、まず広域型で探索し、餌を見つけると近距離探索型に切り替わってその周囲をくまなく探し回る。一定時間のあいだ餌が見つからないと、再び広域型に切り替わる。アブラムシは雌親が定着した場所で単為生殖を行い、集中した群れを作ることから、このような餌探索の行動は餌発見の効率を高める適応とされている。
本種の場合、近距離探索型への切り替えはアブラムシに接触することで起こり、必ずしも餌を食べることを必要としない。また、その持続する時間はアブラムシを食べた時間によって変化し、長く摂食するほど長くなる。また、広域探索についてはアブラムシに寄生された宿主植物の臭いが、地域集中型においてはアブラムシの警報フェロモンが手がかりになっているとの示唆がある。
なお、アブラムシの種によってはテントウムシの成長に栄養が不足する例があるが、本種については、特に餌の選択性は見られないようである。なお、キョウチクトウアブラムシは宿主植物の毒を体内に持つため、これを本種が食べると中毒死するが、他のテントウムシには耐性のあるものもある。

## 生活史
関東地方付近では年2化。孵化から羽化までは20日前後、成虫の寿命は活動状態で2ヶ月ほどである。秋に羽化した成虫は越冬する。春にアブラムシが活動を始めるころに産卵が行われ、それを食べた最初の世代が晩春にあらわれる。二世代目は夏に出現する。
卵は黄色の楕円形で、30個程度をまとめて産みつける。雌個体は散発的に二ヶ月にもわたって産卵を続け、その総数は1600にも達し、時には2600にもなる。
幼虫は細長く、腹背にやや扁平で、幅広い頭部と軟らかい体、それに長く発達した三対の胸脚を持つ。背面は白っぽい紫で、黒い斑点が並ぶ。
蛹は後方が狭い涙滴型で、尾端で基物に付着する。色は赤くて黒い斑紋がある。羽化直後の成虫は前翅が黄色く、次第に本来の色に変わる。

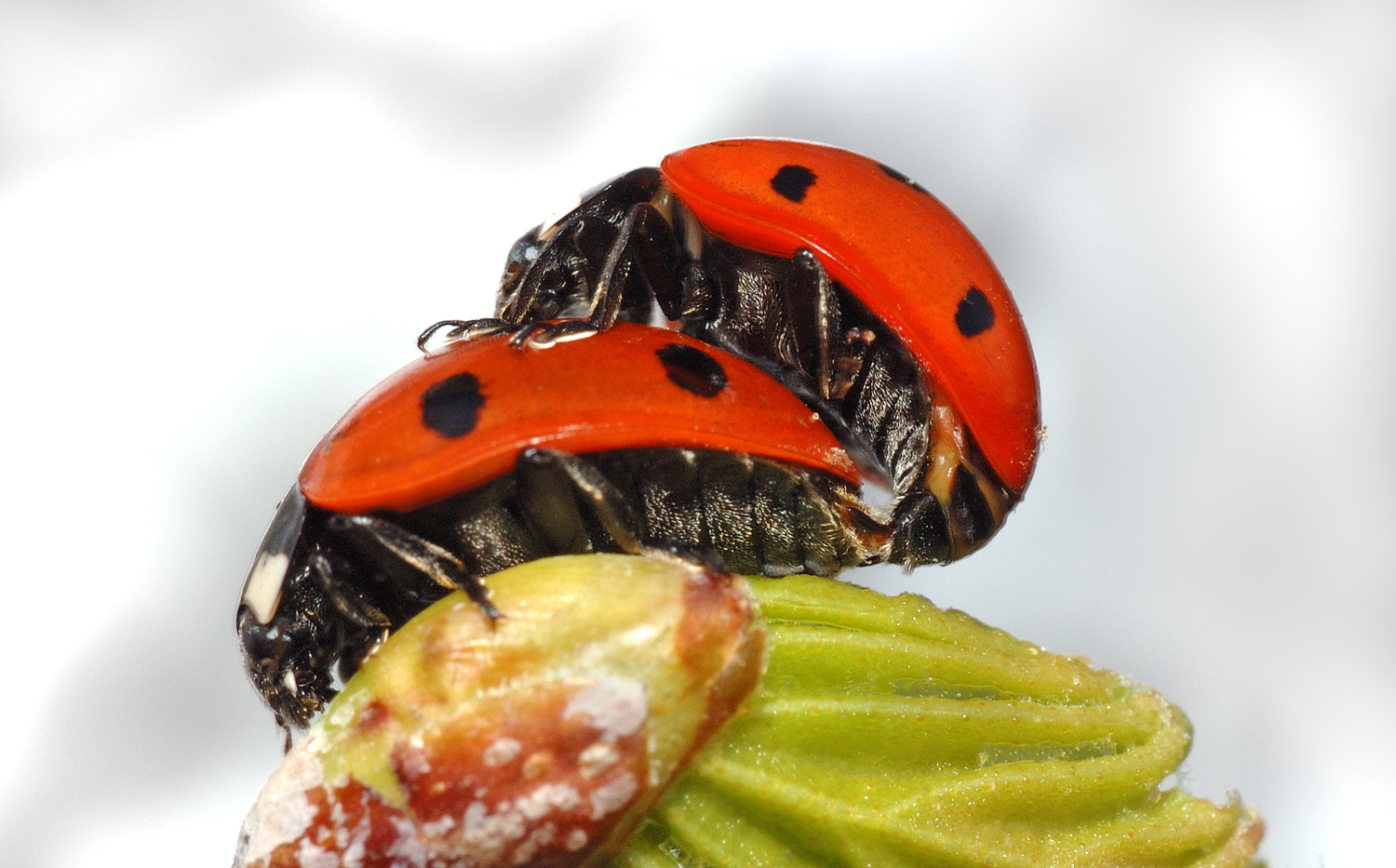
交尾
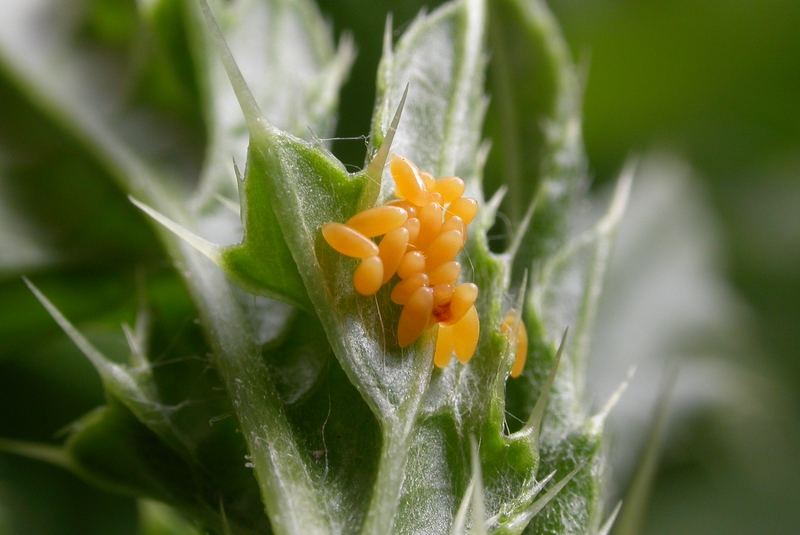
卵
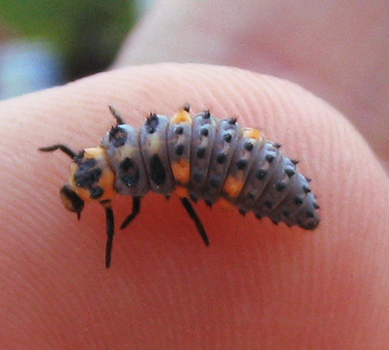
幼虫
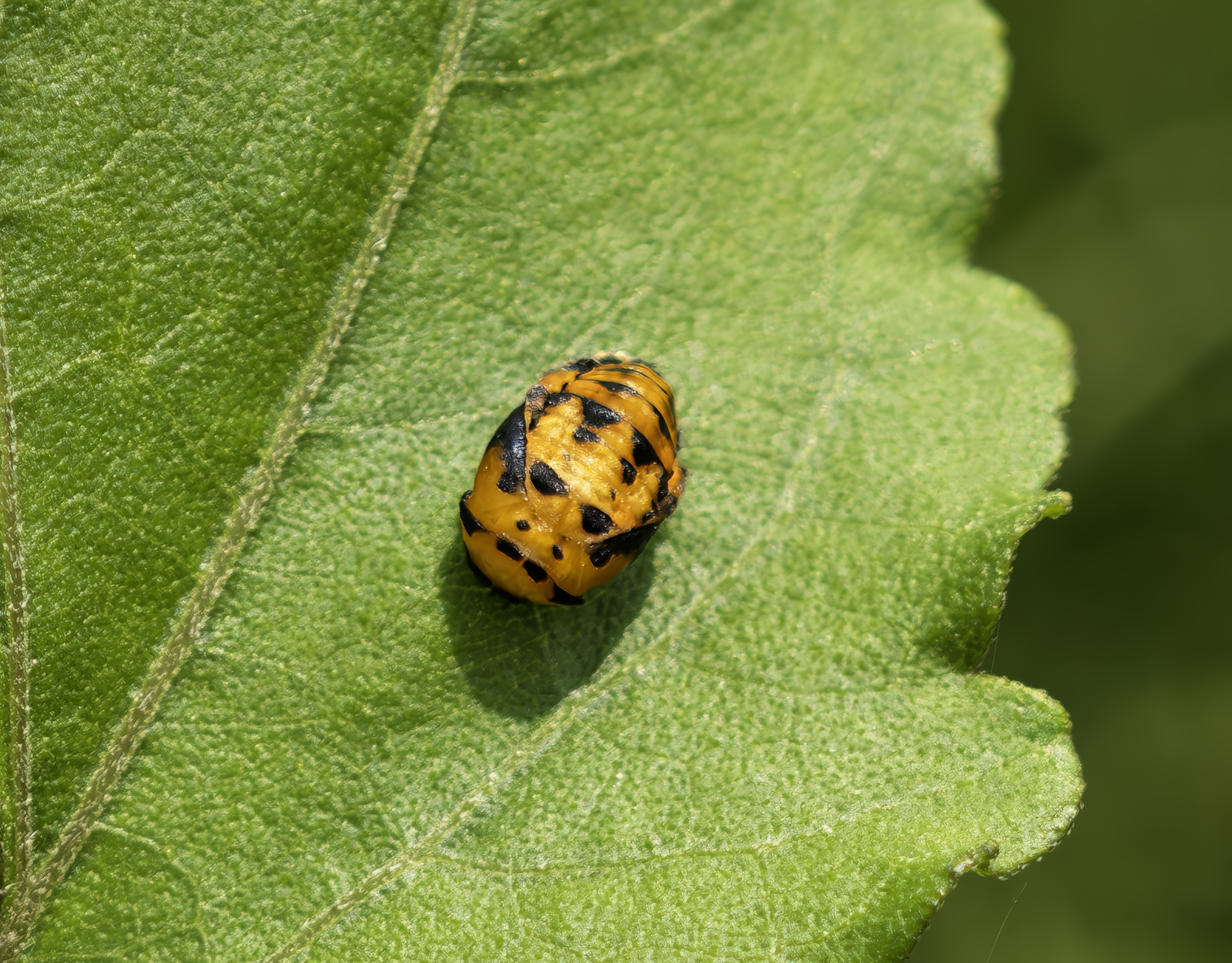
蛹
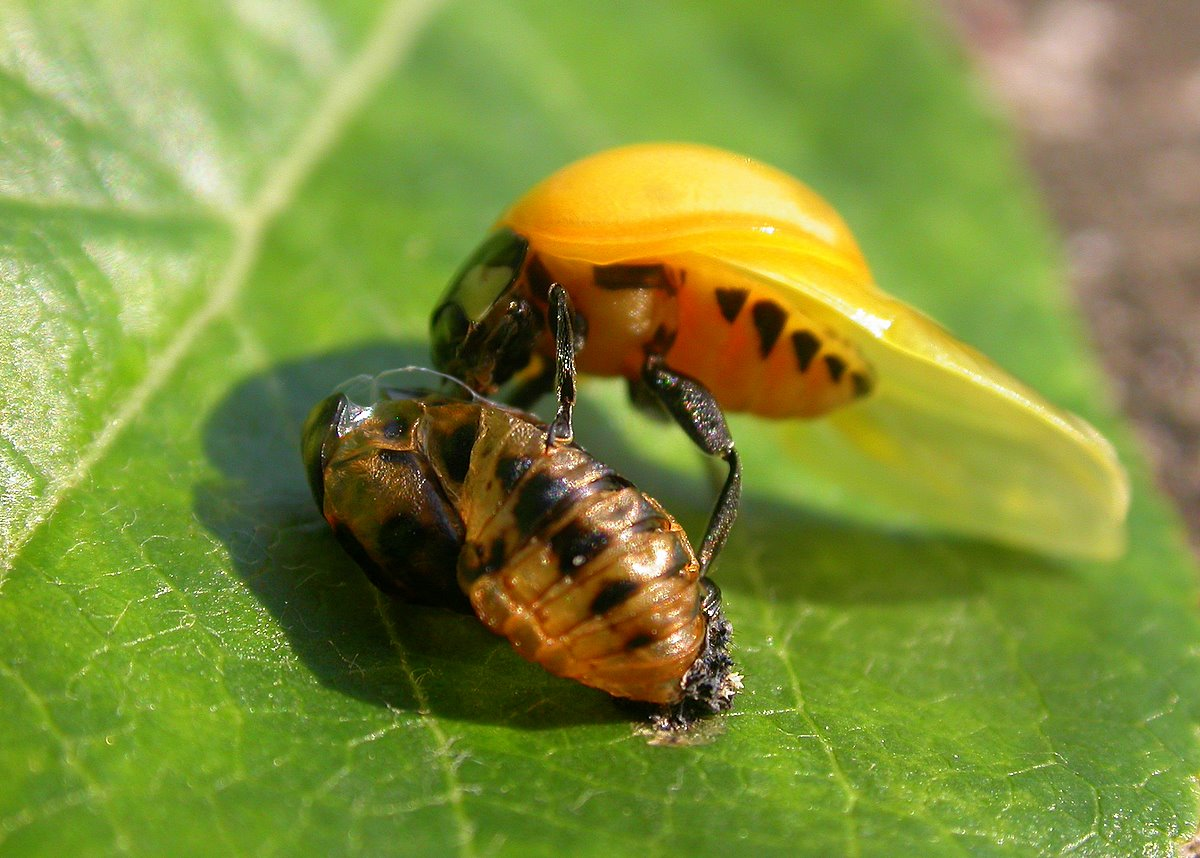
羽化

## 分布と生育環境
アジア、ヨーロッパ、北アフリカに広く分布する。日本には全土に分布し、ごく普通の種である。明るいところを好み、日当たりのいい草原などに見られる。畑地の周辺などに見ることも多い。
なお、ナミテントウはほぼ同じ大きさで同じようにアブラムシを食べ、同じところに混生してみられる。一般にはナミテントウの方が数が多いとされるが、ナナホシテントウの方がよく見られることも珍しくなく、特に春にはナナホシが多い傾向がある。これはナナホシの方が繁殖を早く始めるため、新成虫の出現が早いためらしい。
また、ナミテントウの幼虫はナナホシテントウの幼虫や蛹を食うことがある。

## 人間との関係
農業上重要な害虫であるアブラムシ類の重要な天敵としてよく知られており、農業的に天敵として利用することも多く検討されている。
テントウムシ科の昆虫としてはナミテントウ(またはテントウムシ)の方がよく見られるが、テントウムシといえばこの種の印象であるという指摘がある。

## 分類
同属のものとしては他に数種あり、中でアイヌテントウ C. ainu Lewis、ココノホシテントウ C. explana Miyatake が色彩、斑紋等よく似ているが、前翅前の斑紋の前にもう一つ小さな黒斑がある。